# Conquest of the Empire
Conquest of the Empire è un gioco da tavolo strategico militare ambientato nell'impero romano dopo la morte di Marco Aurelio, che coinvolge tra i 2 e i 6 giocatori che si contendono il titolo di dominatore di Roma. Il gioco è stato creato in origine nel 1982 da Larry Harris e pubblicato da The Citadel sotto il titolo VI Caesars. Nel 1984, è entrato nella serie Gamemaster sotto il nome attuale di Conquest of the Empire con le regole di Milton Bradley, e nell'estate 2005 è stato poi riedito da Glenn Drover, della EAgle Games. Il gioco possiede molte similitudini con Axis & Allies, altro progetto di Larry Harris e della medesima serie, in termini di gameplay.

## Versione di Milton Bradley
I giocatori iniziano con un Cesare, sei generali, 4 unità di fanteria e una provincia principale, a scelta tra Spagna, Italia, Macedonia, Numidia, Egitto e Galatia, ognuna delle quali possiede una città fortificata. L'obiettivo finale è catturare tutti i Cesari avversari.
Tutte le unità (tranne le galee) vanno raggruppate in una legione che può avere un massimo di 7 unità, e deve essere sotto il controllo del Cesare o di un generale per potersi muovere, anche se una legione può stazionare senza un generale se la provincia dove si trova contiene una città. Ogni singolo rinforzo, nessuno escluso, viene reclutato nella provincia principale, e può muoversi il turno successivo.

### Unità da battaglia
| Tipo unità | Costo originale | Forza | Movimento |
| ---------- | --------------- | ----- | --------- |
| Fanteria   | 10              | 4     | 1         |
| Cavalleria | 25              | 5     | 2         |
| Catapulte  | 40              | 6     | 1         |
| Galee      | 25              | 3     | 2         |

- Le galee sono richieste perché una legione attraversi il Mediterraneo o altri corpi d'acqua, e possono ospitare solo un generale alla volta. Le trireme di rinforzi si posizionano ai confini costieri della provincia, e ogni giocatore può possederne massimo sei. Imbarcare o sbarcare dalle trireme costa un punto movimento.
- Un Cesare può muoversi da solo per due province possedute dal giocatore per turno. Non possiede alcuna forza da combattimento, e può essere catturato se la provincia dove egli si trova è attaccata da un altro giocatore.
- La cavalleria possiede caratteristiche belliche diverse quando combatte in mare.

### Modalità di gioco
I giocatori usano a turno le loro legioni per conquistare altre province, dalle quali prendono un tributo alla fine del loro turno (misurato in talenti), che paga per le loro spese militari. Oltre alle unità di combattimento, un giocatore può decidere di costruire una città nella provincia, che fornisce tributi aggiuntivi, e fortificazioni per la città, il che fornisce un vantaggio di combattimento in battaglia. I giocatori possono raccogliere tributi solo quando hanno il controllo della propria provincia d'origine. Inoltre, viene assegnato un talento bonus per la cattura della provincia di appartenenza di un altro giocatore o di un Cesare.
Le strade possono essere costruite automaticamente tra città delle province vicine sotto il controllo di un giocatore, in modo che una legione percorri qualsiasi parte della rete stradale con un solo movimento. È anche possibile distruggere una città, insieme con le sue strade e le eventuali fortificazioni, per impedire a un nemico di raccogliere il suo tributo e di estendere una rete stradale.
I tributi sono misurati con il segnalino di un giocatore posizionato lungo la scala del tributo nella parte inferiore della mappa di gioco. Quando un giocatore raggiunge un livello di 100 talenti, si attiva l'inflazione singola, che raddoppia in modo permanente il costo iniziale degli oggetti per tutti i giocatori per il resto della partita, a partire dal turno del giocatore successivo. Al livello dei 200 talenti, l'inflazione singola diventa doppia, e il costo iniziale di tutti gli elementi triplica permanentemente a partire dal turno successivo del giocatore.
I giocatori possono effettuare un numero qualsiasi di azioni durante il loro turno, a condizione che non superino la capacità di muoversi di una legione. I capi catturati possono essere tenuti prigionieri nella provincia di origine di un giocatore (o con il Cesare se la provincia di origine è stata catturata) per riscatto o scambio, o giustiziati e rimossi permanentemente dal tabellone.
Quando un giocatore cattura un Cesare avversario, questi perde la partita e tutte le restanti forze e territori passano sotto il controllo del conquistatore, il quale non può costruire nuove triremi usando il colore dell'avversario o nella provincia di appartenenza dell'avversario, ma può usare triremi esistenti come propri e usare i generali catturati per guidare una legione. Un giocatore vince la partita quando l'ultimo Cesare avversario viene catturato.

### Vantaggio in combattimento
Il giocatore che porta più catapulte nella battaglia ottiene un vantaggio in combattimento uguale alla differenza tra il numero di catapulte delle forze avversarie. Una città fortificata fornisce al difensore un ulteriore vantaggio di +1 nel calcolo, e le fortificazioni/catapulte non possono attaccare. Quando il giocatore con il vantaggio di combattimento attacca, il vantaggio viene aggiunto al tiro di dado per determinare se quel tiro elimina un'unità di combattimento.
Per combattere, ogni giocatore, a partire dall'attaccante, alterna i turni in cui dichiara un pezzo avversario per attaccare e tira un dado. Se il numero ottenuto (compreso qualsiasi vantaggio di combattimento) è pari o superiore alla forza del pezzo attaccato, il pezzo attaccato viene rimosso dal tabellone. Un attaccante può attaccare con più di una legione alla volta e da più di una direzione. Solo le forze attaccanti hanno l'opzione di ritirarsi nella loro posizione originale (con ogni generale che ha la propria opzione). Se una forza è stata completamente distrutta, i generali perdenti vengono catturati dal vincitore finale della battaglia, e le triremi del perdente distrutte, sebbene il dado debba essere tirato perché ciò avvenga in una battaglia navale, e una trireme può essere attaccata solo dopo che tutte le legioni sono state distrutte.
Poiché un numero enorme di catapulte può effettivamente aumentare il loro vantaggio eliminando le catapulte avversarie, i giocatori esperti ritengono la catapulta troppo potente, tale da infierire sulla giocabilità.

## Accoglienza
Allen Varney ha recensito la versione Milton Bradley del 1984 di Conquest of the Empire nel numero 72 della rivista Space Gamer. Varney ha commentato che "Conquest of the Empire è una superba competizione di abilità: non forte nella simulazione, ma bravissima nel catturare la grandezza che era Roma."

## Versione 2005
La versione 2005 ha come caratteristica una correzione delle regole originali. Il sistema di combattimento è cambiato, i dadi ora contengono immagini delle unità su tutti i lati (quindi, nel caso esca un'immagine di fanteria dal dado, sarà la fanteria ad attaccare), e le catapulte ora sono più bilanciate.

## Conquest of the Empire II
La ri-edizione del 2005 contiene due regolamenti ed è quindi, in un certo senso, "due giochi in uno". Oltre al regolamento classico, v'è anche un nuovo regolamento fortemente ispirato a un altro gioco della Eagle, Struggle of Empires di Martin Wallace, e rappresenta un tipo di gioco da tavolo più "moderno". I giocatori ora combattono per l'influenza nelle principali province e le truppe non sono più limitate nel loro movimento di area. Tra i nuovi concetti troviamo alleanze forzate, punti caos, carte azione e voti del Senato.